# Реакція Лейкарта — Валлаха
Реакція Лейкарта — Валлаха (англ. Leuckart — Wallach reaction) — відновне амінування альдегідів та кетонів при їх нагріванні з первинними або вторинними амінами та мурашиною кислотою.
R2С=О + HNR2 + HCOOH → R2СH–NR2 + H2O + CO2.
Реакція здійснюється в надлишку мурашиної кислоти.
Варіант реакції: